# Geelooggaai
De geelooggaai (Cyanocorax melanocyaneus) is een zangvogel uit de familie van de kraaien (Corvidae).

## Verspreiding en leefgebied
Deze soort komt voor van Guatemala tot Nicaragua en telt twee ondersoorten:
- C. m. melanocyaneus: van Guatemala tot zuidelijk El Salvador.
- C. m. chavezi: Honduras en noordelijk Nicaragua.

## Status
De grootte van de populatie is in 2019 geschat op 0,5-5 miljoen volwassen vogels. Op de Rode lijst van de IUCN heeft deze soort de status niet bedreigd.